# Taoping, Gansu
Taoping är en köping i nordvästra Kina. Den ligger i Li härad i staden Longnan i provinsen Gansu, omkring 230 kilometer sydost om provinshuvudstaden Lanzhou. Antalet invånare är 12 601. Befolkningen består av 5 718 kvinnor och 6 883 män. Barn under 15 år utgör 20,0 %, vuxna 15-64 år 68 %, och äldre över 65 år 11,0 %.